# Yannick Chembou
Yannick Chembou Mbalakawaza (ur. 7 sierpnia 1994 w Bangi) – środkowoafrykański piłkarz grający na pozycji bramkarza. W swojej karierze rozegrał 2 mecze w reprezentacji Republiki Środkowoafrykańskiej.

## Kariera klubowa
Swoją karierę Chembou rozpoczął w klubie Leones Vegetarianos FC z Gwinei Równikowej. W 2014 roku zadebiutował w jego barwach w pierwszej lidze. W debiutanckim sezonie zdobył z nim Puchar Gwinei Równikowej, a w sezonie 2015/2016 został z nim wicemistrzem kraju. W sezonie 2016/2017 grał w AS Tempête Mocaf, a w 2017 wrócił do Leones Vegetarianos. W sezonach 2017 i 2018 wywalczył z nim dwa mistrzostwa Gwinei Równikowej. W latach 2018–2021 występował w ASDR Fatima.

## Kariera reprezentacyjna
W reprezentacji Republiki Środkowoafrykańskiej Chembou zadebiutował 27 marca 2017 roku w przegranym 1:2 towarzyskim meczu z Gambią. Od 2017 do 2019 wystąpił w kadrze narodowej 2 razy.